# Mariama Barry
Mariama Barry (Dakar) es una novelista senegalesa y jurista que ejerce en Francia. En el año 2000 publicó su primer libro La pequeña Peule .

## Biografía
Mariama Barry nació en Dakar. Su niñez fue difícil. Primero vivió en la capital senegalesa. Sus tíos la llamaban ndjouddou, que significa "niña nacida en tierra extranjera que no conoce los códigos étnicos de los peuls del Fouta-Djalon", de donde eran originarios sus padres. A ello se añadió el traumatismo de la ablación y después, algunos años más tarde, el divorcio de sus padres, con la custodia de las niñas confiadas a su padre y la marcha de su madre que la obliga a asumir, como mayor de las siete niñas, las tareas domésticas de la familia. Más tarde, siendo aún adolescente, el padre trasladó la familia a Guinea. Él le permite escapar a un matrimonio forzoso, pero abandona sin embargo el hogar familiar. Una abuela suple en parte la ausencia de los padres. Ella abandona luego África para ir a Francia. Una vez allí, emprende estudios superiores de derecho y de notaría, después trabajaría en este campo. En 2008, participa igualmente en el jurado de la 8ª edición del Festival internacional de cine de Marrakech.
Paralelamente a su actividad de jurista, se vuelca en la escritura retomando en forma de ficciones escritas en primera persona sus escritos íntimos. Su primera obra, «una autobiografía novelesca», La petite Peule, fue publicada en 2000 en Ediciones Mazarine y cuenta la experiencia de una niña africana a la que se le robó su niñez. Denuncia la condición de las mujeres, las violencias y el difícil acceso a la educación. Una segunda obra, publicada en 2007 en Gallimard, Le cœur n’est pas un genou que l’on plie, está dedicada a los años de adolescencia en Guinea. En ella describe, desde el punto de vista de una adolescente, el clima del país bajo el régimen de Sékou Touré.

## Obras
2000: La petite Peule, París, Editions Mazarine  (ISBN 2863743228)
2007: Le cœur n’est pas un genou que l’on plie, París, Gallimard (ISBN 9782070783960)